# Warlus (Pas-de-Calais)
Warlus is een gemeente in het Franse departement Pas-de-Calais (regio Hauts-de-France) en telt 377 inwoners (1999). De plaats maakt deel uit van het arrondissement Arras.

## Geografie
De oppervlakte van Warlus bedraagt 5,4 km², de bevolkingsdichtheid is 69,8 inwoners per km².
De onderstaande kaart toont de ligging van Warlus (Pas-de-Calais) met de belangrijkste infrastructuur en aangrenzende gemeenten.

## Demografie
Onderstaande figuur toont het verloop van het inwonertal (bron: INSEE-tellingen).